# Kanpezu
Kanpezu (castellà Campezo) és un municipi d'Àlaba, de la Quadrilla de Mendialdea. Està format pels pobles de:
- Antoñana
- Bujanda
- Orbiso
- Oteo